# Gaspar Fagel

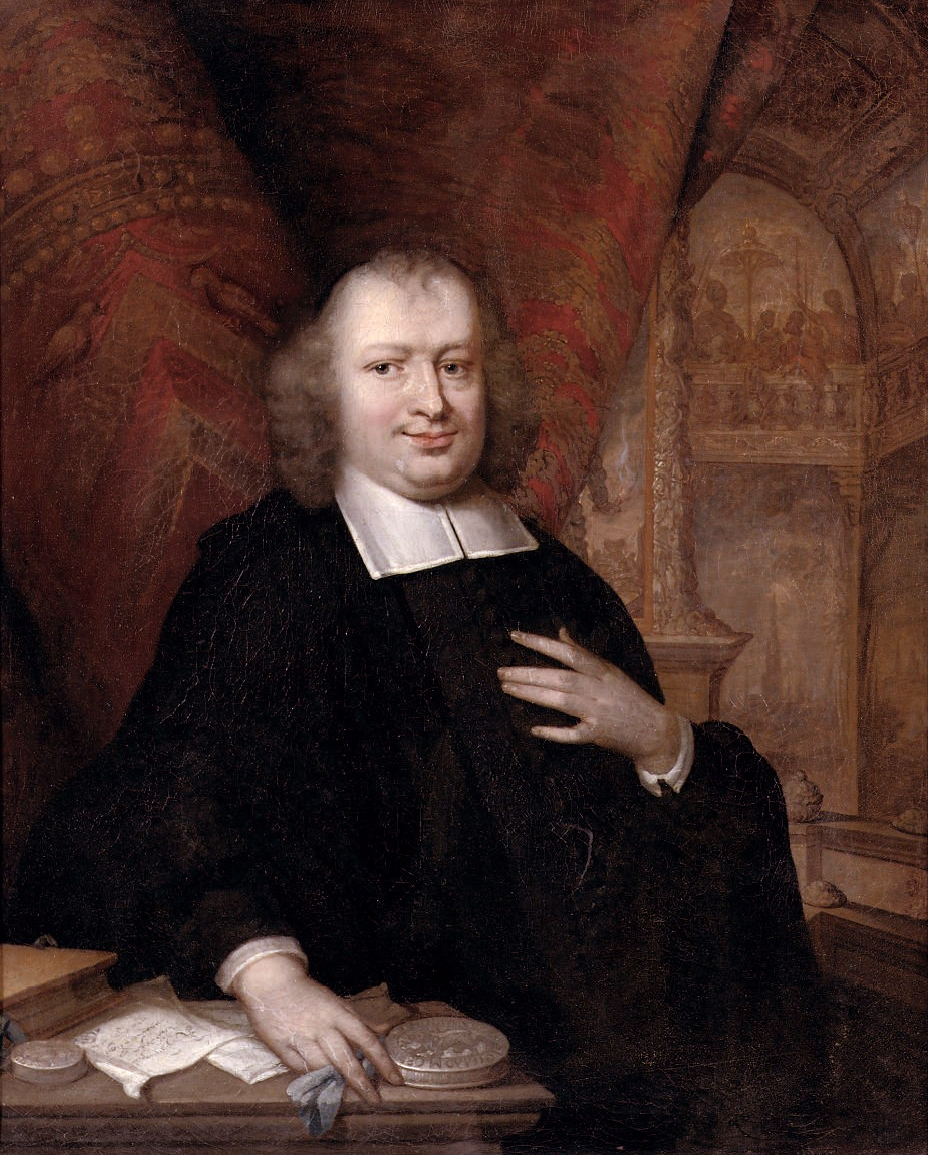
Gaspar Fagel, geschilderd door Johannes Vollevens

Gaspar Fagel, ook bekend als Caspar Fagel en Casper Fagel,  ('s-Gravenhage, 25 januari 1634 - aldaar, 15 december 1688) was raadpensionaris van Holland tussen 1672 en 1688. Fagel was een steunpilaar van Johan de Witt tijdens het Eerste Stadhouderloze Tijdperk, en werkte mee aan het Eeuwig Edict van 1667, tot afschaffing van het stadhouderschap.

## Biografie
Gaspar werd geboren in de vooraanstaande patriciërsfamilie Fagel. Hij werd benoemd tot pensionaris van Haarlem.
In 1670 werd hij griffier van de Staten-Generaal, en op 20 augustus 1672 raadpensionaris, op dezelfde dag waarop zijn voorganger Johan de Witt werd vermoord. Op de ochtend van de moord op De Witt werd hij aangesteld. Er stonden drie namen op de nominatielijst. Dat waren naast Fagel, Coenraad van Beuningen en Hiëronymus van Beverningh.
Fagel ontving een salaris van 6000 gulden per jaar, evenveel als De Witt vanaf 1668 had ontvangen. Afgesproken werd dat als Fagel aftrad, hij een wachtgeld van 4000 gulden per jaar zou krijgen, totdat hij een nieuwe functie gevonden had.
Als raadpensionaris toonde Fagel zich een loyale steunpilaar van stadhouder Willem III. Gezamenlijk leidden zij de strijd tegen de Franse bezetting van de Republiek in 1672-1673, Willem III voornamelijk als militair en Fagel als politicus in de Staten van Holland en de Staten-Generaal. Ook na het vertrek van de Fransen uit de Republiek zetten de stadhouder en de raadpensionaris de strijd tegen Lodewijk XIV voort. Amsterdam, de voornaamste financier van het Staatse leger, stuurde echter aan op vrede en tegen hun zin in sloot de Republiek in 1678 de Vrede van Nijmegen met Frankrijk.
De oorlog van 1672-1678 maakte een diepe indruk op Fagel en op Willem III en zij bleven beducht voor een nieuwe Franse inval. Begin jaren 1680 trokken de legers van Lodewijk XIV opnieuw de grens over richting het Noorden. Delen van de Zuidelijke Nederlanden werden door de Franse koning geannexeerd en vervolgens sloeg hij het beleg voor Luxemburg. De vrees van de stadhouder en de raadpensionaris leek gerechtvaardigd. Beiden zetten alles in het werk om het Staatse leger te vergroten en om een troepenmacht naar Luxemburg te sturen, zodat de stad ontzet kon worden. Over de vergroting van het Staatse leger raakte de stadhouder in 1684-1685 in een groot conflict verzeild met Amsterdam. Fagel steunde Willem III en probeerde Amsterdam in de Staten van Holland op alle mogelijke manieren te bewegen in te stemmen met de legerplannen. Het conflict liep zo hoog op, dat de Amsterdammers op een gegeven moment dreigden geen belasting meer af te dragen. De stadhouder en de raadpensionaris zagen in dat hun confrontatiepolitiek niets opleverde. Met steun van Willem III onderhandelde Fagel achter de schermen met de Amsterdamse oud-burgemeester Nicolaas Witsen over een compromis.
Fagel en Willem III hadden een goede verstandhouding, die doet denken aan de relatie tussen Johan van Oldenbarnevelt en Maurits voor 1600. Net als Oldenbarnevelt was Fagel ouder dan de stadhouder en het kan niet anders dan dat Willem III gebruik heeft gemaakt van Fagels bestuurlijke ervaring. Een groot verschil was dat Fagel zich schikte in een positie die ondergeschikt was aan de stadhouder Willem III. Het conflict tussen hun beide voorgangers uit 1618-1619 had duidelijk gemaakt dat er geen sterke raadpensionaris kon bestaan naast een stadhouder. Uit de Amsterdamse notulen van de Staten van Holland (te vinden in het Stadsarchief Amsterdam) blijkt dat in de Statenvergadering Fagel de leiding in handen had, maar daarbij de politiek van de stadhouder uitvoerde. Willem III bepaalde de strategie en Fagel de tactiek.
Fagel werd na zijn dood bijgezet in de Grote Kerk te Den Haag.

## Botanicus
In 1688 stuurde Simon van der Stel zeventien kisten met plantmateriaal naar Nederland, die bestemd waren voor stadhouder Willem III, Gaspar Fagel, Joan Huydecoper van Maarsseveen (junior) en de Hortus Botanicus Amsterdam. Eerder kreeg Fagel de gouverneur van de Kaap de Goede Hoop zo ver dat deze in de VOC-tuin op Kaap de Goede Hoop kaneel-, kruidnagel en kamferboompjes voor hem plantte, die hier konden acclimatiseren, alvorens naar Nederland te worden verscheept. Maar Nederland zullen ze mogelijk nooit hebben bereikt; waarschijnlijk werden ze in 1684-1685 tijdens een inspectie door Rijklof van Goens jr. uitgeroeid.